# Ахмед Авад Ібн Ауф
Ахмед Авад Ібн Ауф (араб. أحمد عوض بن عوف; нар. 1954) — суданський державний, політичний і військовий діяч. Перший віце президент Судану з 23 лютого 2019 року. Також займає посаду міністра оборони Судану (з серпня 2015 року).

## Біографія
Ауф займав посаду начальника військової розвідки, а також Голови Об'єднаного комітету начальників штабів, перш ніж був звільнений від посади в червні 2010 року в рамках крупної військової перестановки. Після служби в армії він займав пост посла Судану в Омані.
Ауф був в списку осіб, на яких в травні 2007 року були накладені санкції з боку Сполучених Штатів через його роль єднальної ланки між суданським урядом і джанджавідами у війні в Дарфурі.
23 лютого 2019 року Ауф був призначений першим віце-президентом Судану, змінивши Бакрі Хасана Салеха на цій посаді після розпуску уряду президентом Омаром аль-Баширом, що сталася внаслідок масових протестів.